# 亞歷山大 (歌手)
亞歷山大（韓語：알렉산더；；1988年7月29日—），本名亞歷山大·李·尤西比奧（알렉산더 리 유제비오；），是大韓民國的男歌手，組合U-KISS的成員。現時是韓國的藝人，有在電視節目演出或擔任節目主持。

## 簡歷
亞歷山大出生於香港，但在澳門成長。他的父親是在香港定居的土生葡人，母親是韓國人。會說八種語言（韓語、粵語、英語、普通話、葡萄牙語、西班牙語、日語及法語），所以被稱為U-KISS的活字典。澳門粵華英文中學中五畢業後，前往美國德安扎大學(De Anza College)升學。之後回到韓國發展。

### 2008年-2011年 U-KISS時期
在2008年，他與其他五位成員共組全新的六人男子組合「U-KISS」，為南韓新成立的娛樂公司「NH Media」首支傾力打造的組合。但在2011年年初「NH Media」卻以不適任為由單方面終止他的演藝合約。之後作個人發展。

### 2023年 回歸U-KISS
2023年5月15日，為慶祝團體成立15週年，亞歷山大與Eli及AJ回歸團體，U-KISS以六人體制發行新作品。
近年在韓國TBS eFM外語電台主持K-Ride節目。

## 作品列表

### 電影
- 《他她他》（2013年）

### 電視劇
- 《不朽的名作》（불후의 명작,채널A, 2012년） 飾 亞歷山大（姜山海的得意弟子）
- 《武林學校》 飾 葉正
- 《My Korean Jagiya》 飾 Kim Jun Ho 金俊昊 (菲律賓戲劇/男主角)
- 《Dear Uge》 飾 Alexander 亞歷山大 (菲律賓戲劇/客串)
- 《Daig Kayo Ng Lola Ko》 飾 Gab (菲律賓戲劇/客串)

### 藝能
- 《켠김에 왕까지》 (2012년)
- 《우리 연애합니다》 (2010년)
- 《쉐프의 키스》 (2010년)
- 《아이돌 유나이티드》 (2010년)
- 《출발 드림팀 시즌 2》 (2010년)
- 《유키스의 뱀파이어》 (2010년)
- 《무한걸스》 (2010년)
- 《놀라운 대회 스타킹》 (2010년)
- 《The M Wave》 (2010년)
- 《도전 히어로》 (2010년)
- 《블링블링 에브리쇼》 (2010년)
- 《팝스 인 서울》(2009년)
- 《세상을 향한 여섯 소년의 도전》 (2009년)

### 唱片

#### U-KISS
- 2008年 《New Generation》
- 2009年 《Bring It Back2 Old School》
- 2009年 《ONTI UKISS》
- 2010年 《1집 U-Kiss Only One Album》
- 2010年 《뭐라고》
- 2010年 《BREAK TIME》

#### 個人
- 2011年 《I Just》
- 2017年 《And I. (還有我)》

#### OST
- 2012年 不朽的名作《泡菜歌 "The Kimchi Song"》
- 2013年 他她他《You And I》
- 2017年 My Korean Jagiya《My Jagiya》

#### 其他
- 2011年 《혜지 - Your Love》
- 2018年 《S.M.N. [as AXM (with Marucci)]》

## 曾參與嘉賓節目
- 2015年 非常完美 (电视节目)，贵州卫视的爱情电视节目。
- 2016年 學是學非（無綫電視）

## 外部連結
- 亞歷山大的X（前Twitter）
- 亞歷山大的Instagram帳戶
- 亞歷山大 (歌手)的Cyworld專頁